# Ordre de Bataille 2 Korpusu Polskiego
Ordre de Bataille 2 Korpusu Polskiego – struktura organizacyjna 2 Korpusu Polskiego w latach 1943-1947. 
Wielkie jednostki, oddziały i pododdziały wchodzące w skład korpusu w latach 1943-1947. Strukturę organizacyjną uzupełniono o obsadę personalną oraz wyszczególnienie jednostek polskich i alianckich znajdujących się w operacyjnym podporządkowaniu lub działających na korzyść korpusu. Źródła, z których czerpano dane zamieszono w artykule 2 Korpus Polski.

## Struktura organizacyjna korpusu
- Kwatera Główna 2 Korpusu Polskiego (ang. Headquarters 2nd Polish Corps)
- 2 Warszawska Dywizja Pancerna (ang. 2nd Warsaw Armoured Division)
- 3 Dywizja Strzelców Karpackich (ang. 3rd Carpathian Infantry Division)
- 5 Kresowa Dywizja Piechoty (ang. 5th Kresowa Infantry Division)
- Jednostki pozadywizyjne (jednostki armijne i korpuśne)

## Obsada personalna Kwatery Głównej
Dowództwo
- dowódca korpusu - gen. dyw. Władysław Anders[1]
- zastępca dowódcy korpusu - gen. dyw. Zygmunt Bohusz-Szyszko[2]
- generał do zleceń dowódcy korpusu - gen. bryg. Edmund Knoll-Kownacki (od 30 X 1945)
- szef służby sprawiedliwości - płk aud. Stanisław Rohm
- inspektorka główna Pomocniczej Służby Kobiet – Bronisława Wysłouchowa

Dowódcy broni
- dowódca artylerii - gen. bryg. Roman Odzierzyński
- szef sztabu - płk dypl. Edmund Zagórski
- szef sztabu - płk dypl. Kazimierz Kuś
- dowódca saperów - płk inż. Konstanty Skąpski
- szef sztabu - kpt. dypl. Władysław Nowik
- dowódca łączności - płk dypl. Mieczysław Zaleski
- zastępca dowódcy Łączności - ppłk Roman Banaszak
- dowódca żandarmerii - ppłk żand. Ignacy Skoczeń

Sztab
- szef sztabu - płk dypl. piech. / gen. bryg. Kazimierz Wiśniowski
- szef oddziału operacyjnego - płk dypl. Stanisław Sielecki
- szef oddziału informacyjnego - ppłk dypl. Władysław Michniewicz
- szef oddziału personalnego - płk dypl. Zygmunt Dzwonkowski
- szef oddziału współpracy z lotnictwem - kpt. Jerzy Tyborowski
- szef oddziału służby sztabu - płk dypl. Leon Kolbuszewski
- szef oddziału kultury i prasy - mjr Józef Czapski
- szef służby geograficznej[3] - mjr Leonard Szymkiewicz
- komendant Kwatery Głównej - mjr inż. Tadeusz Piórko

Kwatermistrzostwo
- kwatermistrz korpusu - płk dypl. Stanisław Skowroński
- I zastępca kwatermistrza korpusu - ppłk dypl. Zygmunt Morozewicz
- II zastępca kwatermistrza korpusu - ppłk dypl. Stanisław Koziejowski
- szef wydziału planowania - ppłk dypl. Tadeusz Ryczel
- szef wydziału ruchu - mjr Józef Bochnia
- szef wydziału dobrobytu i opieki nad żołnierzem (Służba Dobrobytu i Opieki nad Żołnierzem) - ppłk dypl. art. Antoni Brochwicz-Lewiński
- szef służby zdrowia - płk lek. dr Marian Dietrich
- naczelny chirurg - gen. bryg. Bolesław Szarecki
- Szefostwo Służby Zaopatrywania i Transportu – płk Karol Wollen
- Szefostwo Służby Materiałowej – ppłk uzbr. inż. Adam Wierciak
- Szefostwo Służby Warsztatowo-Naprawczej (Służby Warsztatowo-Elektromechanicznej) – ppłk br. panc. January Suchodolski
- Szefostwo Służby Ewakuacji Sprzętu (ang. Salvage}
- Szefostwo Służby Intendentury → od 8 I 1945 Szefostwo Służby Pieniężnej[4] – mjr Bolesław Pogonowski
- Szefostwo Służby Poczt Polowych – kpt. Jan Barwiński[5]
- Szefostwo Służby Cenzury Wojskowej[6]
- szef duszpasterstwa katolickiego, dziekan 2 Korpusu Polskiego i proboszcz jednostek pozadywizyjnych - ks. Włodzimierz Cieński

## Jednostki pozadywizyjne
- Pułk Rozpoznawczy Korpusu
  - Pułk Ułanów Karpackich
  - 12 Pułk Ułanów Podolskich ang. 12th Podolski Lancer (Reconnaissance) Regiment (od I 1945)
- Batalion Wartowniczy
  - dowódca batalionu - ppłk Bronisław Poplatek
- Kompania Ochrony Sztabu

Artyleria
- 2 Grupa Artylerii (ang. Army Group Polish Artillery)
- 1 Pułk Artylerii Pomiarowej (ang. 1st Polish Survey Regiment)
- 7 Pułk Artylerii Przeciwpancernej (ang. 7th Polish Anti-Tank Regiment)
- 7 Pułk Artylerii Przeciwlotniczej Lekkiej (ang. 7th Polish Light Anti-Aircraft Regiment)
- 8 Pułk Artylerii Przeciwlotniczej Ciężkiej (ang. 8th Polish Heavy Anti-Aircraft Regiment)
- 663 Dywizjon Samolotów Artylerii (ang. 663rd Polish Air Observation Post Squadron) od 13 lutego 1945 r.

Saperzy
- Grupa Saperów
  - 10 Batalion Saperów (ang. 10th Engineering Battalion)
  - 10 Kompania Mostowa
  - 10 Pluton Rozbrajania Bomb
  - 301 Kompania Saperów
  - 306 Pluton Parkowy Saperów

Łączność
- 11 Batalion Łączności (ang. 11th Signals Battalion) - ppłk Eugeniusz Łysak
- 11 Pluton Radio
- 12 Pluton Informacyjny
- 385 Kompania Łączności (mieszana, żeńsko-męska, około 65 ochotniczek PWSK):
  - 386 Etapowy Pluton Łączności
  - 387 Pluton Łączności
  - 389 Pluton Radio
  - 104 Sekcja Szyfrów
- 390 Kompania Łączności (mieszana, żeńsko-męska, około 40 ochotniczek PWSK):
  - 392 Pluton Radio
- Pluton Łączności Kierownictwa Wsparcia Lotniczego
- Park Łączności
  - Drużyna Kontroli Ruchu Łączności

Żandarmeria
- 2 Szwadron Regulacji Ruchu (1945-1947)
- 11 Szwadron Żandarmerii
- 12 Szwadron Żandarmerii
- 460 Etapowy Szwadron Żandarmerii
- Pluton Śledczy
- Pluton Psów Policyjnych

Służba zaopatrywania i transportu
- Dowództwo Oddziałów Zaopatrywania i Transportu
  - 21 Kompania Transportowa
  - 22 Kompania Transportowa (22 Kompania Zaopatrywania Artylerii)
  - 23 Kompania Transportowa
  - 24 Kompania Transportowa (24 Kompania Zaopatrywania Artylerii)[7]
  - 61 Oddział Zaopatrywania Artylerii[7]
  - 62 Oddział Zaopatrywania Artylerii[7]
  - 29 Kompania Samochodów Sanitarnych
  - Oddział Zaopatrzenia Artylerii Przeciwlotniczej (dla 7 paplot. lekkiej)
  - Oddział Zaopatrzenia Artylerii Przeciwlotniczej (dla 8 paplot. ciężkiej)
  - 30 Pluton Warsztatowy
  - 318 Kompania Kantyn Polowych i Bibliotek Ruchomych Pomocniczej Wojskowej Służby Kobiet (99 ochotniczek PWSK):
    - Pluton Dowodzenia z Drużyną Rozdzielczą
    - cztery plutony kantyn (Zespoły Kantynowe nr 1-14)

  - Składnica Zaopatrywania nr 326
  - Składnica Zaopatrywania nr 327
  - Składnica Zaopatrywania nr 328
  - Piekarnia Polowa nr 331
  - Piekarnia Polowa nr 332
  - Rzeźnia Polowa nr 333[7]
  - Składnica Materiałów Pędnych nr 334
  - Drużyna Przeciwpożarowa nr 335
  - Składnica Materiałów Kancelaryjnych nr 336
  - 377 Ruchoma Rozlewnia Benzyny[8]

Służba materiałowa
- szef Służby Materiałowej Jednostek Pozadywizyjnych
- Dowództwo Parków Materiałowych
  - 37 Park Materiałowy Jednostek Pozadywizyjnych
  - 40 Sekcja Transportowa Parku Materiałowego
  - Polowy Sklep Oficerski
  - Polowe Laboratorium Amunicyjne
  - Kompania Materiałowa Stacji Zaopatrywania nr 350
  - Pralnia Polowa nr 375
  - Pralnia i Łaźnia Polowa nr 380 - por. rez. int. Zygmunt Kroehnke[9]
  - Łaźnia Polowa nr 377[7]
  - Łaźnia Polowa nr 378[7]

Służba warsztatowo-naprawcza (warsztatowo-elektromechaniczna)
- 13 Kompania Warsztatowa
- 15 Kompania Warsztatowa Korpusu (ang. 15th Polish Infantry Troops Workshops) - mjr inż. Stefan Wojciechowski[10][11]
- 35 Kompania Warsztatowa
- Warsztat Naprawy Dział

Służba ewakuacji sprzętu
- Składnica Ewakuowanego Sprzętu nr 370 – por. Józef Musiał[12]
- Składnica Ewakuowanego Sprzętu nr 371 – por. piech. rez. Rafał Ryżewski
- Składnica Ewakuowanego Sprzętu nr 372 – ppor. int. rez. Józef Grzybowski (IV 1943 – X 1944)[13]

Służba intendentury i służby pieniężnej
- Szef Służby Intendentury Jednostek Pozadywizyjnych

Służba zdrowia
- 31 Kompania Sanitarna - kpt. lek. Tadeusz Tenderenda
- 32 Pluton Higieny Polowej
- 34 Sekcja Przeciwmalaryczna
- Polowa Pracownia Bakteriologiczno-Chemiczna
- Składnica Materiałów Sanitarnych nr 344
  - Sekcja Ruchoma (Czołówka)
- Polowe Czołówki Chirurgiczne (ang. Field Surgical Unit):
  - Polowa Czołówka Chirurgiczna nr 345
  - Polowa Czołówka Chirurgiczna nr 346
  - Polowa Czołówka Chirurgiczna nr 347
  - Polowa Czołówka Chirurgiczna nr 348
  - Polowa Czołówka Chirurgiczna nr 350 (nr 50, „B”) - por. lek. Adam Majewski
  - Polowa Czołówka Chirurgiczna nr 351
- Polowe Czołówki Transfuzyjne:
  - Polowa Czołówka Transfuzyjna nr 349
  - Polowa Czołówka Transfuzyjna nr 352

Służba poczt polowych
- Oddział Pocztowy 2 Korpusu Polskiego
- szef Służby Poczt Polowych przy brytyjskim Pocztowym Dyrektoriacie (do 29 VIII 1944)
- oficer łącznikowy do spraw pocztowych przy brytyjskim Pocztowym Dyrektoriacie (od 29 VIII 1944) - mjr Mieczysław Borowiec
- Czołówka Głównej Poczty Polowej 101[15] (9 XII 1943 - 20 VII 1944) → Główna Poczta Polowa 104
  - kierownik - plut. / ppor. dr Adolf Heller
- Główna Poczta Polowa 104, ang. Polish L of C Postal Unit (od 20 VII 1944) w Bari, w Neapolu (od 5 IX 1944) → 478 Gł.P.P.
- 478 Główna Poczta Polowa, ang. 478 Polish Base Postal Office (od 23 IV 1946)[16]
- 477 Oddział Pocztowy Bazy, ang. 477 Polish Postal Unit obsługiwał poczty polowe 106, 120, 128 i 130 (od 23 IV 1946[17])
- Poczta Polowa 106 w San Basilio dla 7 DP i 4 BP (od 16 XI 1944)
- Poczta Polowa 111
- Poczta Polowa 113
- Poczta Polowa 119 w San Basilio (od 16 XI 1944), rej. Arezzo (od 29 XII 1944)
- Poczta Polowa 120
- Poczta Polowa 117
- Poczta Polowa 123
- Poczta Polowa 127
- Poczta Polowa 128 w Gallipoli (od 22 VII 1945 dla obsługi oddziałów o kryptonimach: 46, 437, 602, 6019, 627, 638, 678 i 679)
- Poczta Polowa 130 w Mottoli (od 9 V 1944)
- Poczta Polowa 131 w Campobasso (od 10 V 1944), w Ankonie (od 19 VI 1944)
- Poczta Polowa 132 w Mottoli (do 8 V 1944)
- Poczta Polowa 139
- Poczta Polowa 140 dla 3 BSK w San Dominico (od 16 XI 1944), w rej. Arezzo (od 26 XII 1944)

Służba geograficzna
- 12 Kompania Geograficzna
- Składnica Map nr 312 – mjr geogr. Franciszek Mroziński

Służba Duszpasterstwa Wyznań Niekatolickich
- szef duszpasterstwa wyznania prawosławnego - kapelan ks. Władysław Pietruczyk
- szef duszpasterstwa wyznania mojżeszowego Armii Polskiej na Wschodzie i 2 KP oraz kapelan 5 KDP i 2 BCz - kpt. rabin Mejer Steinberg
  - rabin Natan Rubner
- kapelani Ewangelickiego Duszpasterstwa Wojskowego:
  - ks. pastor Władysław Fierl
  - ks. pastor Fryderyk Arlt

Służba Sprawiedliwości
- szef 12 sądu polowego - ppłk aud. Tadeusz Borkowski

Pozostałe
- Biuro Rozrachunkowe w Santa Maria del Pozzo, ang. Polish Audit Office[18]

## Jednostki polskie i alianckie działające na korzyść korpusu
Wielkie jednostki i oddziały (pododdziały) alianckie w operacyjnym podporządkowaniu 2 KP
- Włoski Korpus Wyzwoleńczy (wł. Corpo Italiano de Liberazione – CIL)
- 1 Samodzielna Kompania Komandosów (ang. No 10 Inter Allied Commando, 6 Troop) od 4 kwietnia do 3 sierpnia 1944 r.
- 111 Kompania Ochrony Mostów (włoski pododdział ochotniczy pod polskim dowództwem, razem z 1 Samodzielną Kompanią Commando tworzył Zgrupowanie Commando i występował w nim jako 2 Kompania Commando)
- cztery kompanie pionierów włoskich podporządkowane dowódcy Saperów 2 KP
- trzy plutony motorowe (litewskie, w składzie 2 Batalionu Komandosów Zmotoryzowanych)
- brytyjski 78 Pułk Królewskiej Artylerii Polowej (ang. 78ht Field Artillery Regiments Royal Artillery)
- brytyjski 3 Pułk Królewskiej Artylerii Średniej (ang. 3rd Medium Regiments Royal Artillery)
- brytyjski 4 Pułk Królewskiej Artylerii Średniej (ang. 4th Medium Regiments Royal Artillery)
- 4 Pułk Królewskiej Nowozelandzkiej Artylerii Polowej (ang. 4th Field Artillery Regiments Of The Royal New Zealand Artillery)
- brytyjski 5 Pułk Królewskiej Artylerii Średniej (ang. 5th Medium Regiments Royal Artillery)
- brytyjski 17 Pułk Królewskiej Artylerii Średniej (ang. 17 Medium Regiments Royal Artillery)
- brytyjski 26 Pułk Królewskiej Artylerii Średniej (ang. 26 Medium Regiments Royal Artillery)
- brytyjski 102 Pułk Królewskiej Artylerii Średniej (ang. 102 Medium Regiments Royal Artillery)
- brytyjski 140 Pułk Królewskiej Artylerii Średniej (ang. 140 Medium Regiments Royal Artillery)
- brytyjski 654 Dywizjon Samolotów Artylerii (ang. 654 Air Observation Post Squadrons RAF)

Oddziały (pododdziały) wykonujące zadania bojowe na rzecz 2 KP
- 318 Dywizjon Myśliwsko-Rozpoznawczy „Gdański”
- okręty Polskiej Marynarki Wojennej i statki Polskiej Marynarki Handlowej transportujące i eskortujące transporty 2 KP z Egiptu do Włoch:
  - niszczyciel eskortowy ORP „Krakowiak”
  - niszczyciel eskortowy ORP „Ślązak”
  - statek pasażerski m/s „Batory”
  - statek pasażerski m/s „Pułaski”

## Uzbrojenie i wyposażenie
Broń strzelecka
- amerykański 11,43 mm pistolet Colt M1911A1,
- brytyjski 9 mm rewolwer Enfield No.2,
- amerykański 11,43 mm pistolet maszynowy Thomson – „Tommy gun”,
- brytyjski 9 mm pistolet maszynowy Sten,
- brytyjski 7,69 mm (0.303 cala) karabin Lee Enfield Rifle No.4 Mk1,
- brytyjski 7,69 mm (0.303 cala) ręczny karabin maszynowy Bren (jeden rkm w każdej drużynie strzeleckiej),
- brytyjski 7,69 mm (0.303 cala) ciężki karabin maszynowy Vickers (36 ckm w batalionach ciężkich karabinów maszynowych dywizji piechoty),
- amerykański 7,62 mm ciężki karabin maszynowy Browning M1919A4,
- brytyjski ręczny granatnik przeciwpancerny Mk 1 (PIAT) (jeden granatnik w każdym plutonie strzeleckim),
- brytyjski 50,8 mm (2 cale) granatnik – ML Light Mortar 2" Mk 2 (jeden w każdym plutonie strzeleckim),

Artyleria
- brytyjski 81,2 mm (3,2 cala) średni moździerz ML Medium Mortar 3" Mk 2 (po 6 w każdej kompanii wsparcia batalionu strzeleckiego i szwadronie wsparcia pułku rozpoznawczego)
- brytyjski 106,7 mm (4,2 cala) ciężki moździerz SB Heavy Mortar 4.2" (po 16 w kompanii moździerzy w 3 i 5 Batalionie CKM)
- brytyjska 87,6 mm (25 funtów) haubicoarmata – Ordnance QF 25 pounder (24 haubicoarmaty w każdym pułku artylerii lekkiej),
- brytyjska 114,3 mm (4,5 cala) armata Mk 2 – BL 4.5 inch Medium Field Gun (32 armaty w 11 i 12 PAC),
- brytyjska 139,7 mm (5,5 cala) haubicoarmata Mk 3 – BL 5.5 inch Medium Gun (32 haubicoarmaty w 10 i 13 PAC),
- brytyjska 182,9 mm (7,2 cala) haubica Mk 6 (8 haubic w 9 PAN),
- amerykańska 155 mm armata M2 Long Tom (8 armaty w 9 PAN),
- brytyjska 94 mm (3,7 cala) armata przeciwlotnicza Mk 3 – 3.7 inch Heavy Anti-Aircraft Gun (24 armaty w 8 PAPlot. Ciężkiej),

Broń pancerna (czołgi, działa pancerne, transportery opancerzone)
- amerykański czołg średni M4 General Sherman (57 czołgów w każdym pułku pancernym)
- samobieżna haubicoarmata Sexton (24 haubicoarmaty w 7 Pułku Artylerii Konnej)
- brytyjska 76,2 mm samobieżna armata przeciwpancerna Archer (24 armaty w 7 Pułku Artylerii Przeciwpancernej)
- amerykańska 75 mm samobieżna armata przeciwpancerna M10 Wolverine (była na uzbrojeniu 7 Pułku Artylerii Przeciwpancernej zamiennie z armatą „Archer”),
- amerykańska 75 mm samobieżna armata przeciwpancerna M3 (T 12) (8 armat w baterii przeciwpancernej pułku rozpoznawczego korpusu – Pułku Ułanów Karpackich, a następnie 12 Pułku Ułanów Podolskich),
- brytyjski transporter opancerzony Universal Carrier